# Марковський Микола Леонідович
Марковський Микола Леонідович (нар. 14 квітня(?) 1943 — березень 2009, Київ, Україна) — радянський, український кінооператор.

## Біографічні відомості
Народився 1943 р. Закінчив Київський державний інститут театрального мистецтва ім. І. Карпенка-Карого.
Працював на студії «Укртелефільм».

## Фільмографія

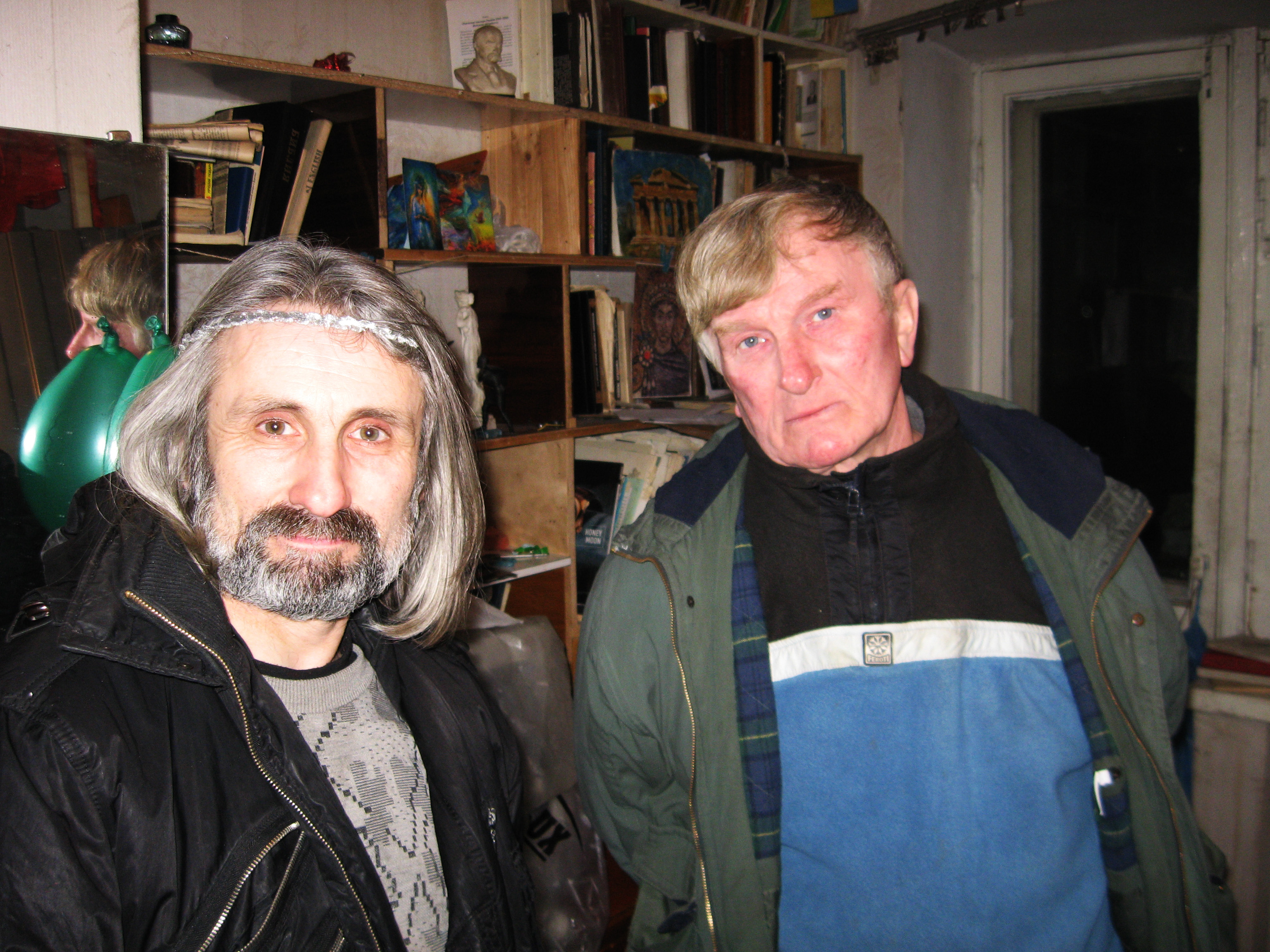
Микола Марковський із художником Олександром Ходацьким

- «Камінний господар» (1971, асистент оператора)

Зняв стрічки:
- «Рота імені Шевченка» (1989, у співавт. з М. Гончаренком; авт. сцен. Ю. Покальчук, реж. Віктор Колодний)
- «Дике поле Дмитра Яворницького» (1991)
- «Борис Лятошинський» (1994, реж. В. Скворцов)
- «Соломія Крушельницька» (1994, автори Н. Давидовська, В. Кузнецов)
- «Йоган Готфрід Шедель» (1995, реж. В. Соколовський)
- «Вигнання з раю» (1996, реж. В. Василенко)
- «Володимир Ніколаєв» (1996, реж. В. Соколовський)
- «Іван Григорович-Барський» (1996, реж. В. Соколовський)
- «Андрій Меленський» (1997, реж. В. Соколовський)
- «Олександр Вербицький» (1998, реж. В. Соколовський) та ін.